# Georges Ruedin SA
Die Firma Georges Ruedin SA, heute Manufacture Ruedin SA, ist ein Unternehmen der Swatch-Gruppe.

## Geschichte
Das von Albert Jacquat und Georges Ruedin gegründete Unternehmen stellt seit 1926 Uhrengehäuse her. Nach dem Tod von Georges Ruedin unter Leitung des Neffen François Charles und seiner Witwe, entwickelte sich die Georges Ruedin SA zu einem wichtigen Uhrengehäuseproduzenten im Delsberger Becken. Gemeinsam mit Rado entwickelte das Unternehmen das aus kratzfestem Wolframcarbid bestehende Uhrengehäuse (Rado Diastar System), welches die Zukunft des Unternehmens sicherte.
Wegen Problemen bezüglich der Nachfolge wurde das Familienunternehmen Georges Ruedin SA 1971 an seinen Hauptabnehmer, die Bieler Drahtwerke, verkauft. 1977 beteiligte sich die ASUAG, und 1989 ging das Unternehmen ganz an die damalige SMH und heutige Swatch-Gruppe und wurde in die Gruppe integriert. Das Unternehmen befindet sich weiterhin in Bassecourt, wo es der letzte Uhrenhersteller ist.

## Produkte
Die rund 280 Mitarbeiter stellen Rahmen, Gläser und Böden für die renommierten Schweizer Uhrenmarken aus dem mittleren und oberen Segment wie Omega, Rado, Longines, Tissot usw. her. Dabei werden, um den Kriterien der Schweizer Uhrenindustrie gerecht zu werden, nur hochwertige Rohstoffe wie Edelstahl, Titan oder Hartmetall verwendet. Die Fertigung läuft vom Rohstoff bis zum fertigen Gehäuse, das zum Einbau des Werkes vorbereitet ist.